# Charles-Émile Bouillevaux
Charles-Émile Bouillevaux (Montier-en-Der, 1er avril 1823 - Montier-en-Der, 6 janvier 1913) est un missionnaire et explorateur français, auteur de la première description des ruines d'Angkor.

## Biographie
Prêtre de la Société des missions étrangères de Paris, il est envoyé en 1848 en Indochine où il sera missionnaire de 1848 à 1855 et de 1866 à 1873. 
En 1850, il doit fuir les persécutions dont sont victimes les catholiques à Bangkok et exerce alors à Kampot et Battambang. Lors d'un de ses voyages autour de Battambang et de Siem-Reap, il redécouvre les ruines d'Angkor et y mène la première étude sérieuse des temples khmers envahis par la jungle. Cette étude passe totalement inaperçue sauf d'Henri Mouhot qui ramène l'écrit en Europe. 
Bouillevaux qui a exploré le Cambodge jusqu'à Stoeng Treng rentre en France en 1873 où il devient curé de son village natal jusqu'à sa mort à 90 ans en 1913.

## Œuvres
- Voyage dans l'Indo-Chine, 1848-1856 (avec une carte du Cambodge et d'une partie des royaumes limitrophes), 1858
- L'Annam et le Cambodge. Voyages et notices historiques, 1874
- Ma visite aux ruines cambodgiennes en 1850, Mémoires de la Société Académique indochinoise, vol.I, 1883